# Foetorepus calauropomus
Foetorepus calauropomus là một loài cá biển thuộc chi Foetorepus trong họ Cá đàn lia. Loài này được mô tả lần đầu tiên vào năm 1844.

## Phân bố và môi trường sống
F. calauropomus có phạm vi phân bố ở Đông Nam Ấn Độ Dương. Loài cá này được tìm thấy ở miền nam nước Úc, từ bang Tây Úc vòng qua phía nam đến bang New South Wales, bao gồm cả Tasmania. F. calauropomus sống ở độ sâu khoảng 100 m.

## Mô tả
Chiều dài cơ thể tối đa được ghi nhận ở F. calauropomus là 30 cm. Nửa trên của vùng đầu và thân trên có màu nâu nhạt, vùng bụng màu trắng. Cá đực có nhiều đốm đen nhỏ trên đầu, thân và vây; cá cái thì không có đốm đen. Vây đuôi ở con đực thon dài, có 4 đến 6 tia vây; ở con cái, vây đuôi có dạng lồi, không có tia vây. Vây lưng thứ nhất không cao hơn nhiều so với vây lưng thứ hai. Hai bên má của chúng có các đốm màu xanh lam.
Số gai ở vây lưng: 4; Số tia vây mềm ở vây lưng: 8; Số gai ở vây hậu môn: 0; Số tia vây mềm ở vây hậu môn: 7; Số gai ở vây bụng: 1; Số tia vây mềm ở vây bụng: 5.
Loài cá này có tên thông thường trong tiếng Anh là Common stinkfish. Từ stinkfish có nghĩa là "cá bốc mùi hôi", ám chỉ mùi axit của chất nhờn bao phủ khắp cơ thể của chúng. Chất nhờn này có vị đắng và có thể chứa độc tố, chỉ có một số loài chim săn mồi mới ăn F. calauropomus.